# Distretto di Bandipore
Il distretto di Bandipore è un distretto del Jammu e Kashmir, in India, di 306 511 abitanti. È situato nella divisione del Kashmir e il suo capoluogo è Bandipore.
Il distretto è stato costituito separando dal distretto di Baramulla i comuni (tehsil) di Bandipore, Gurez e Sumbal (detto anche Sonawari).